# 남 변환
미분기하학과 이론물리학에서 남 변환(Nahm變換, 영어: Nahm transform)은 기본적으로 4차원 원환면 위에 정의된 양-밀스 순간자를 그 쌍대 원환면 위의 양-밀스 순간자 위에 대응시키는 변환이다.

## 정의
4차원 원환면 {\displaystyle M=\mathbb {R} ^{4}/\Lambda } 및 그 쌍대 원환면 {\displaystyle {\tilde {M}}=\mathbb {R} ^{4}/\Lambda ^{*}}이 주어졌다고 하자. 그렇다면, {\displaystyle {\tilde {M}}}의 임의의 점 {\displaystyle {\tilde {m}}\in {\tilde {M}}}에 대하여, {\displaystyle M} 위의 자명한 4차원 복소수 벡터 다발 {\displaystyle \mathrm {T} M\otimes \mathbb {C} } 위의 평탄 접속
{\displaystyle (\partial +\mathrm {i} B^{({\tilde {m}})})_{\mu }=\partial _{\mu }+\mathrm {i} {\tilde {m}}_{\mu }}
을 정의할 수 있다. 마찬가지로, {\displaystyle M}의 임의의 점 {\displaystyle m\in M}에 대하여, {\displaystyle {\tilde {M}}} 위의 자명한 4차원 복소수 벡터 다발 {\displaystyle \mathrm {T} {\tilde {M}}\otimes \mathbb {C} } 위의 평탄 접속
{\displaystyle (\partial +\mathrm {i} {\tilde {B}}^{(m)})^{\mu }=\partial ^{\mu }+\mathrm {i} m^{\mu }}
을 정의할 수 있다.
이제, 다음이 주어졌다고 하자.
- {\displaystyle M} 위의 {\displaystyle k}차원 복소수 벡터 다발 {\displaystyle E\twoheadrightarrow M}
- {\displaystyle E} 속의 접속 {\displaystyle A}. 또한, 그 곡률은 반(半) 자기 쌍대이므로, 이는 {\displaystyle \operatorname {SU} (k)} 양-밀스 순간자를 이룬다.

그렇다면, 남 변환은 {\displaystyle (E,A)}를 {\displaystyle {\tilde {M}}} 위의 복소수 벡터 다발 {\displaystyle {\tilde {E}}\twoheadrightarrow M} 및 그 속의 양-밀스 순간자 {\displaystyle {\tilde {A}}}에 대응시킨다.
구체적으로, 각 {\displaystyle {\tilde {m}}\in {\tilde {M}}}에 대하여, {\displaystyle M} 위의 {\displaystyle 4k}차원 차원 복소수 벡터 다발 {\displaystyle E\otimes _{M}\mathrm {T} M\twoheadrightarrow M} 위의 접속
{\displaystyle A\otimes 1+1\otimes B^{({\tilde {m}})}}
을 정의할 수 있다. 그렇다면, 이에 대응되는 디랙 연산자
{\displaystyle D^{({\tilde {m}})}\colon \Gamma (E\otimes \mathrm {T} M\otimes S^{+})\to \Gamma (E\otimes \mathrm {T} M\otimes S^{-})}
를 정의할 수 있다. 임의의 {\displaystyle {\tilde {m}}\in {\tilde {M}}}에 대하여 그 핵은 항상 0차원이며, 따라서 그 여핵은 {\displaystyle {\tilde {M}}} 위의 복소수 벡터 다발을 이룬다.
{\displaystyle {\tilde {E}}_{\tilde {m}}=\operatorname {coker} D^{({\tilde {m}})}}
복소수 힐베르트 공간 {\displaystyle \operatorname {L} ^{2}(E\otimes M\otimes S^{-})}를 올로 하는 자명한 힐베르트 다발 {\displaystyle {\mathcal {H}}\twoheadrightarrow {\tilde {M}}}을 생각하자. 그렇다면, 정의에 따라 자연스러운 사영 사상
{\displaystyle q\colon {\mathcal {H}}\twoheadrightarrow {\tilde {E}}}
이 존재하며, 따라서 {\displaystyle {\tilde {E}}}를 {\displaystyle {\mathcal {H}}}의 부분 벡터 다발로 간주할 수 있다.
{\displaystyle {\tilde {E}}\cong (\ker q)^{\perp }}
이에 따라서, 자명 벡터 다발 {\displaystyle {\mathcal {H}}} 위의 자명한 접속으로부터 {\displaystyle {\tilde {E}}} 위의 자명한 접속을 유도할 수 있다. 이를 {\displaystyle {\tilde {A}}}로 정의한다.

## 성질
남 변환은 {\displaystyle M} 위의, 순간자수 n의 SU(k) 양-밀스 순간자를 {\displaystyle {\tilde {M}}} 위의, 순간자수 k의 SU(n) 양-밀스 순간자에 대응시킨다. 이 변환은 또한 전단사 함수이며, 대합이다. 즉, 남 변환을 두 번 가하면, 원래 양-밀스 순간자를 얻는다.

## 응용
남 변환은 초끈 이론으로 해석할 수 있다. 구체적으로, 4차원 원환면 {\displaystyle M} 위에 감은 {\displaystyle k}개의 D(4+p)-막을 생각하자. 그 위의 초대칭 게이지 이론 속에, {\displaystyle n}개의 양-밀스 순간자가 존재한다고 하자. 순간자는 D(4+p)-막 속에 녹은 Dp-막으로 해석할 수 있다. 이제, 4차원 원환면을 따라 T-이중성을 가하자. 그렇다면, k개의 D(4+p)-막들은 Dp-막이 되며, 반대로 n개의 Dp-막들은 D(4+p)-막이 된다. 이는 남 변환과 같다.

## 역사
베르너 남(독일어: Werner Nahm)의 이름을 땄다.